# Resurrection (Fernsehserie)
Resurrection (Originaltitel: Resurrection, bei der Ausstrahlung in Österreich mit dem Untertitel Die unheimliche Wiederkehr versehen) ist eine US-amerikanische Fantasyserie über sogenannte Wiedergänger. Sie basiert auf dem Roman The Returned von Jason Mott und wurde von Aaron Zelman entwickelt. Produziert wurde die Serie von 2013 bis 2014 von ABC Studios in Zusammenarbeit mit Plan B Entertainment für den US-Sender ABC. Sie besteht aus zwei Staffeln und 21 Episoden. Obwohl sie ein ähnliches Konzept besitzt wie die französische Serie The Returned, basiert sie auf einer anderen Vorlage und hat keine Verbindung zu ihr oder zum französischen Film They Came Back aus dem Jahr 2004. In den USA fand die Erstausstrahlung am 9. März 2014 auf ABC statt.

## Handlung
Martin Bellamy, ein Agent der US-Einwanderungsbehörde, wird mit der Rückführung eines achtjährigen Jungen namens Jacob beauftragt. Der Junge tauchte ohne eine Spur, wie er dort hingekommen war, weit weg von der nächsten größeren Stadt auf einem chinesischen Reisfeld auf. Martin holt ihn vom Flughafen ab und soll ihn zur Adoptionsbehörde bringen. Allerdings entscheidet er sich dafür, den Jungen in seine Heimatstadt, die Kleinstadt Arcadia im US-Bundesstaat Missouri, zurückzubringen.
Als die beiden dort ankommen, erzählen Jacobs Eltern Lucille und Henry – inzwischen in den Sechzigern – davon, dass ihr Junge bereits vor über 30 Jahren in einem nahen Fluss ertrunken sei. Durch Jacobs Hinweise über die Umstände seines Unfalls wird die bisher erzählte Geschichte infrage gestellt. So habe er seine Tante aus dem Fluss retten wollen und nicht umgekehrt. Auch berichtet er von einem Freund der Familie, der am Ort des Unfalls war.

## Produktion
Um die Rechte an Jason Motts Debütroman The Returned gab es bereits im Vorfeld der Veröffentlichung einen Bieterkampf zwischen verschiedenen Produktionsstudios. Brillstein Entertainment Partners und Plan B Entertainment konnten sich die Rechte schließlich sichern und brachten das Projekt zu ABC Studios, wo Brillstein unter Vertrag stand. Nach einem Drehbuch von Aaron Zelman begann im Dezember 2012 die Entwicklung der Serie beim Sender ABC, der einen Monat später eine Pilotfolge in Auftrag gab. Als Regisseur für die Pilotfolge wurde Charles McDougall engagiert. Das Casting begann im Februar 2013 mit der Verpflichtung von Matt Craven als Sheriff Fred Langston, gefolgt von Devin Kelley. Im März bekamen Frances Fisher, Samaire Armstrong, Sam Hazeldine, Nicholas Gonzalez, Omar Epps, Kurtwood Smith, Landon Gimenez und Mark Hildreth weitere Hauptrollen. Die Dreharbeiten zur Pilotfolge fanden innerhalb einer Woche im März 2013 in Norcross (Georgia) statt.
Im Mai 2013 gab ABC der Serie unter dem Titel Resurrection grünes Licht für die Produktion einer ersten Staffel. Bei der Bekanntgabe der Startdaten erhielt die Serie einen Starttermin in der sogenannten Midseason. Die Dreharbeiten zu den restlichen sieben Episoden der ersten Staffel fanden von Juli bis etwa Oktober 2013 wieder in Norcross und auf dem Gelände der EUE/Screen Gems Studios in Lakewood Heights, einem Stadtviertel von Atlanta, statt.
Die Verlängerung um eine 13-teilige zweite Staffel wurde im Mai 2014 bekanntgegeben. Ein Jahr später stellte ABC die Serie ein.

## Besetzung und Synchronisation
Die deutsche Synchronisation entsteht unter der Dialogregie von Benedikt Rabanus durch die Synchronfirma FFS Film- & Fernseh-Synchron in München.
| Rollenname                    | Schauspieler/in     | Hauptrolle | Nebenrolle                  | Synchronsprecher/in    |
| ----------------------------- | ------------------- | ---------- | --------------------------- | ---------------------- |
| J. Martin Bellamy             | Omar Epps           | 1.01–2.13  |                             | Dietmar Wunder         |
| Lucille Langston              | Frances Fisher      | 1.01–2.13  |                             | Angelika Bender        |
| Sheriff Fred Langston         | Matt Craven         | 1.01–2.13  |                             | Hans-Georg Panczak     |
| Maggie Langston               | Devin Kelley        | 1.01–2.13  |                             | Katharina Schwarzmaier |
| Pastor Tom Hale               | Mark Hildreth       | 1.01–2.13  |                             | Patrick Schröder       |
| Elaine Richards               | Samaire Armstrong   | 1.01–2.13  |                             | Andrea Wick            |
| Caleb Richards                | Sam Hazeldine       | 1.01–1.08  | 2.03                        | Robinson Reichel       |
| Jacob Langston                | Landon Gimenez      | 1.01–2.13  |                             |                        |
| Henry Langston                | Kurtwood Smith      | 1.01–2.13  |                             | Erich Ludwig           |
| Deputy Connor Cuesta          | Nicholas Gonzalez   | 1.01       |                             |                        |
| Dr. Catherine Willis          | Tamlyn Tomita       |            | 1.01–1.02, 1.06, 1.08, 2.01 |                        |
| Ray Richards                  | Travis Young        |            | 1.01–2.09                   |                        |
| Helen Edgerton                | Veronica Cartwright |            | 1.02–1.04, 1.06, 1.08       |                        |
| Samuel Catlin                 | Ned Bellamy         |            | 1.02–1.03,1.07              |                        |
| Rachael Braidwood             | Kathleen Munroe     |            | 1.03–2.12                   | Annina Braunmiller     |
| Gary Humphrey                 | Kevin Sizemore      |            | 1.03–1.08                   | Thomas Darchinger      |
| Dr. Eric Ward                 | James Tupper        |            | 1.06–1.08                   | Viktor Neumann         |
| Colonel Austryn Everest Stone | Mike Pniewski       |            | 1.08                        |                        |
| Margaret Langston             | Michelle Fairley    |            | 2.01–2.13                   | Dagmar Dempe           |
| Angela Forrester              | Donna Murphy        |            | 2.01–2.12                   | Susanne von Medvey     |
| Dr. Luke Courtelis            | Assaf Cohen         |            | 2.06                        |                        |
| Brian Addison                 | Kyle Secor          |            | 2.06–2.08                   |                        |

## Ausstrahlung
Vereinigte Staaten
Nachdem Resurrection bereits im Mai 2013 als Serie bestellt worden war, gab ABC einen Starttermin zur sogenannten „Midseason“ bekannt. Sie startete schließlich am 9. März 2014 im Anschluss an die Rückkehr von Once Upon a Time – Es war einmal …. Die Pilotfolge wurde mit 13,9 Millionen Zuschauer und einem Zielgruppen-Rating von 3,8 zur zuschauerstärksten Serie an diesem Abend. Es überbot damit nicht nur sein Vorprogramm um über 50 Prozent, sondern ist zusammen mit The Blacklist der zweitbeste Serienstart der Season, bei ABC der meistgesehene Dramaserienstart am Sonntag seit der Premiere von Brothers & Sisters am 24. September 2006 und auch der beste Serienstart einer „Midseason“-Serie seit der Premiere von Smash am 6. Februar 2012. Die restlichen sieben Episoden der ersten Staffel wurden bis zum 4. Mai 2014 gezeigt. Im Durchschnitt erreichten die Episoden der ersten Staffel 9,32 Millionen Zuschauer und ein Zielgruppen-Rating von 2,5 Prozent.
Die Ausstrahlung der zweiten Staffel begann am 28. September 2014 bei ABC. Das zweite Staffelfinale, was auch das Serienfinale darstellt, wurde am 25. Januar 2015 gezeigt. Im Laufe der Staffel halbierten sich die Einschaltquoten von anfänglich noch 7,56 Millionen (2,2 Prozent in der Zielgruppe) auf noch 3,3 Millionen (0,7 Prozent) im Januar. Im Durchschnitt verfolgten 4,67 Millionen Zuschauer die 13 Episoden der zweiten Staffel; in der Zielgruppe wurde ein Rating von 1,25 Prozent gemessen.
Deutschsprachiger Raum
Für Österreich hat sich ORF eins und für Deutschland VOX die Ausstrahlungsrechte gesichert. Der ORF sendete die erste Staffel in Doppelfolgen vom 7. bis zum 28. Januar 2015. Vox strahlte die Serie ab dem 1. Juni 2015 aus.

## Episodenliste

### Staffel 1
| Nr. (ges.) | Nr. (St.) | Deutscher Titel    | Originaltitel        | Erstausstrahlung USA | Deutschsprachige Erstausstrahlung (A) | Regie               | Drehbuch                       | Quoten (USA) |
| ---------- | --------- | ------------------ | -------------------- | -------------------- | ------------------------------------- | ------------------- | ------------------------------ | ------------ |
| 1          | 1         | Der verlorene Sohn | The Returned         | 9. März 2014         | 7. Jan. 2015                          | Charles McDougall   | Schauspiel: Aaron Zelman       | 13,90 Mio.   |
| 2          | 2         | Licht im Dunkel    | Unearth              | 16. März 2014        | 7. Jan. 2015                          | Dan Attias          | Thomas Schnauz                 | 11,25 Mio.   |
| 3          | 3         | Alles im Fluss     | Two Rivers           | 23. März 2014        | 14. Jan. 2015                         | Kevin Dowling       | Nicki Paluga                   | 9,51 Mio.    |
| 4          | 4         | Unsichtbare Bande  | Us Against the World | 30. März 2014        | 14. Jan. 2015                         | Ron Underwood       | Nathaniel Halpern              | 8,40 Mio.    |
| 5          | 5         | Schlaflos          | Insomnia             | 6. Apr. 2014         | 21. Jan. 2015                         | Christopher Misiano | Michele Fazekas & Tara Butters | 8,05 Mio.    |
| 6          | 6         | Heimkehr           | Home                 | 13. Apr. 2014        | 21. Jan. 2015                         | Scott Winant        | Jessica Mecklenburg            | 7,46 Mio.    |
| 7          | 7         | Teufelswerk        | Schemes of the Devil | 27. Apr. 2014        | 28. Jan. 2015                         | Dan Attias          | Nathan Louis Jackson           | 7,85 Mio.    |
| 8          | 8         | Ausbruch           | Torn Apart           | 4. Mai 2014          | 28. Jan. 2015                         | Dan Attias          | Aaron Zelman                   | 8,16 Mio.    |

### Staffel 2
| Nr. (ges.) | Nr. (St.) | Deutscher Titel   | Originaltitel   | Erstausstrahlung USA | Deutschsprachige Erstausstrahlung (D) | Regie               | Drehbuch                              | Quoten (USA) |
| ---------- | --------- | ----------------- | --------------- | -------------------- | ------------------------------------- | ------------------- | ------------------------------------- | ------------ |
| 9          | 1         | Erwachen          | Revelation      | 28. Sep. 2014        | 29. Juni 2015                         | Christopher Misiano | Aaron Zelman                          | 8,38 Mio.    |
| 10         | 2         | Erinnern          | Echoes          | 5. Okt. 2014         | 29. Juni 2015                         | Dan Lerner          | Stephanie Sengupta & Nicki Paluga     | 6,74 Mio.    |
| 11         | 3         | Gebeine           | Multiple        | 12. Okt. 2014        | 6. Juli 2015                          | Ron Underwood       | Tony Basgallop & Nathan Louis Jackson | 5,55 Mio.    |
| 12         | 4         | Alte Wunden       | Old Scars       | 19. Okt. 2014        | 6. Juli 2015                          | John Stuart Scott   | Pat Charles & Nathaniel Halpern       | 5,07 Mio.    |
| 13         | 5         | Infektion         | Will            | 26. Okt. 2014        | 13. Juli 2015                         | Stephen Cragg       | Michele Fazekas & Tara Butters        | 4,36 Mio.    |
| 14         | 6         | Der Besucher      | Afflictions     | 2. Nov. 2014         | 13. Juli 2015                         | Christopher Misiano | Stephanie Sengupta                    | 4,99 Mio.    |
| 15         | 7         | Genesung          | Miracles        | 9. Nov. 2014         | 20. Juli 2015                         | Colin Bucksey       | Tony Basgallop                        | 4,58 Mio.    |
| 16         | 8         | Tod               | Forsaken        | 30. Nov. 2014        | 20. Juli 2015                         | Constantine Makris  | Nicki Paluga                          | 3,66 Mio.    |
| 17         | 9         | Lügen             | Aftermatch      | 7. Dez. 2014         | 27. Juli 2015                         | Kevin Dowling       | Steve Cwik                            | 3,98 Mio.    |
| 18         | 10        | Prophezeiung      | Prophecy        | 4. Jan. 2015         | 27. Juli 2015                         | Christopher Misiano | Aaron Zelman                          | 4,10 Mio.    |
| 19         | 11        | Der Hirte         | True Believer   | 11. Jan. 2015        | 3. Aug. 2015                          | Vincent Misiano     | Pat Charles                           | 3,10 Mio.    |
| 20         | 12        | Neues Leben       | Steal Away      | 18. Jan. 2015        | 10. Aug. 2015                         | Félix Alcalá        | Nathan Louis Jackson                  | 3,30 Mio.    |
| 21         | 13        | Nach der Schlacht | Loved in Return | 25. Jan. 2015        | 17. Aug. 2015                         | Dan Attias          | Nathaniel Halpern                     | 3,73 Mio.    |